# Skrattabborrtjärnen, Härjedalen
Skrattabborrtjärnen är en sjö i Härjedalens kommun i Härjedalen och ingår i Ljusnans huvudavrinningsområde.